# زمین‌لرزه‌های ۱۳۹۱ آذربایجان شرقی

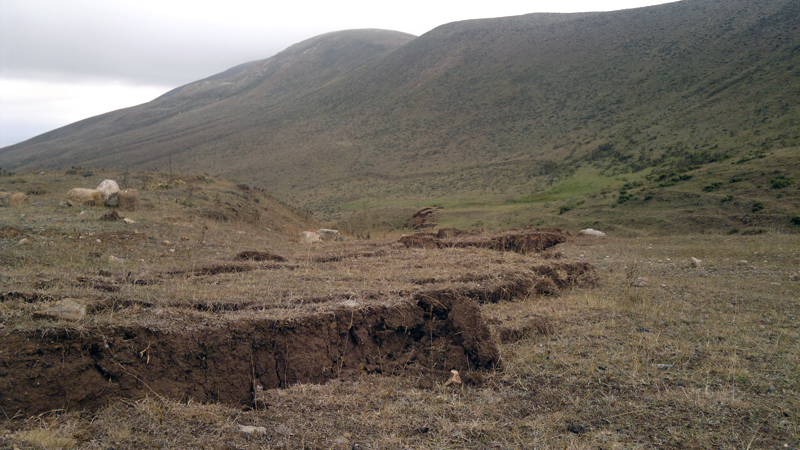
یکی از گسل‌های اطراف ورزقان

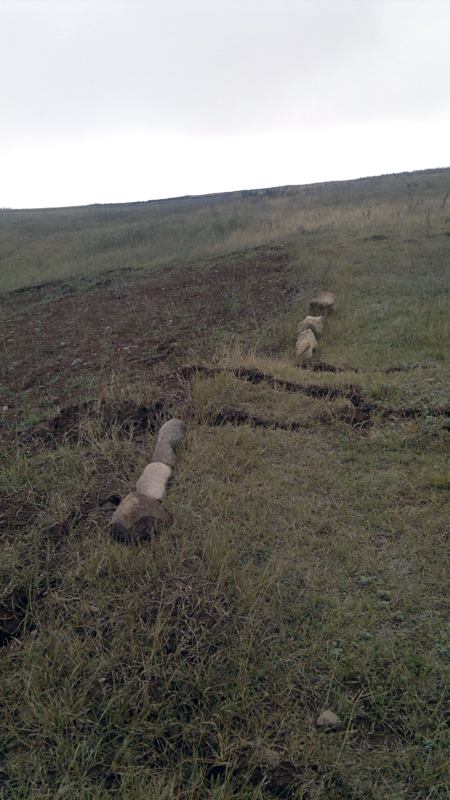
جابجایی صفحات زمین پس از زمین‌لرزه در اطراف ورزقان

تصویر شبکه شتاب‌نگاری در زمان رخ دادن ۲ زمین‌لرزهٔ اصلی آذربایجان شرقی.

زمین‌لرزه‌های آذربایجان شرقی (۱۳۹۱) دو زمین‌لرزه نسبتاً شدید بودند که در روز شنبه ۲۱ مرداد ۱۳۹۱ مصادف با ۲۲ رمضان ۱۴۳۳ و در آستانهٔ آغاز سومین شب قدر مناطقی از استان آذربایجان شرقی را لرزاندند؛ زمین‌لرزه‌ای با بزرگای گشتاوری ۶٫۴ در ساعت 15:39 به وقت محلّی در ۱۷ کیلومتری اهر و زمین‌لرزه‌ای دیگر با بزرگای گشتاوری ۶٫۳ در ساعت ۱۷:۰۴ به وقت محلّی در ۱۰ کیلومتری ورزقان رخ داد. مؤسّسهٔ ژئوفیزیک دانشگاه تهران و سازمان زمین‌شناسی آمریکا، کانون هر دو زمین‌لرزه را در عمق حدود ده کیلومتری زمین ذکر کرده‌اند. زمین‌لرزه، در استان‌های آذربایجان غربی، گیلان، زنجان و اردبیل نیز احساس شد. همچنین این زمین‌لرزه در باکو، پایتخت جمهوری آذربایجان، نیز احساس شد.
رئیس سازمان مدیریّت بحران شمار قربانیان را ۲۵۳ نفر، وزارت بهداشت ۳۰۶ نفر و پزشکی قانونی ۱۶۹ نفر اعلام کرده‌اند. این در حالی است که بر اساس اعلام سازمان جمعیت هلال احمر، ۱۶ هزار مراسم ترحیم برای درگذشتگان این زمین‌لرزه برگزار شده‌است.

## تلفات و خسارات

### خسارت‌های جانی

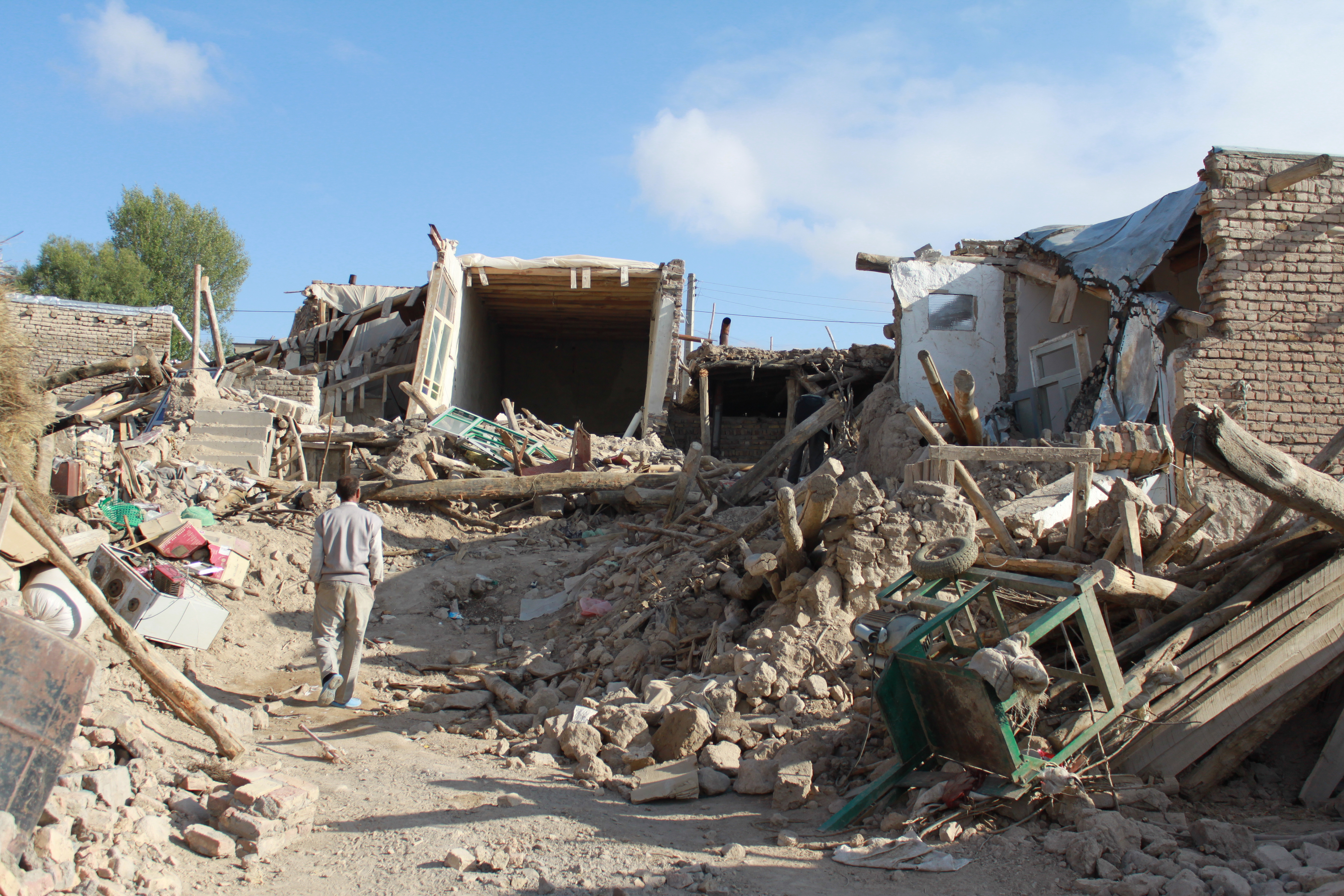
روستای میرزاعلی‌کندی که در پی وقوع زمین‌لرزه، صد درصد دچار تخریب شد.

بر اثر این زمین‌لرزه در شهرستان‌های اهر، ورزقان و هریس، ۳۰۶ نفر کشته و بیش از ۵۰۰۰ نفر مجروح شدند. در مجموع ۱۵۵ هزار نفر دچار حادثه شدند که در اهر ۶۷ هزار نفر، ورزقان ۴۲ هزار نفر، هریس ۴۰ هزار نفر و تبریز شش هزار نفر را در بر می‌گیرد. بیشترین تلفات انسانی از روستاهای «باجه باج»، «گوردره» و «دبنو» و همچنین شهر ورزقان بوده‌است. با گذشت سه روز از زمین‌لرزه، مأموران امداد و نجات هلال احمر، زنی را در روستای سرخاگو از توابع شهرستان ورزقان زنده از زیر آوار بیرون کشیدند. این در حالی است با گذشت یک روز از زمین‌لرزه اعلام شد که عملیات آواربرداری به اتمام رسیده و تمامی افراد از زیر آوار بیرون کشیده شده و مجروحان به بیمارستان منتقل شدند.

### خسارت‌های مالی
در محدوده این زمین‌لرزه‌ها ۱۸ هزار و ۶۱۸ واحد مسکونی دچار آسیب شده که از این تعداد ۵ هزار و ۳۲۹ واحد به‌طور کامل تخریب شده‌اند. در مجموع ۴۱۰ روستا دچار تخریب شده و ۶۵ روستا به‌طور کامل از بین رفته‌اند. ۱۲ روستای شهرستان ورزقان به‌طور کامل تخریب شده که هر یک از این روستاها حدود ۹۰۰ تا هزار نفر جمعیت داشتند که کمتر از ۴۰ درصد آن‌ها جان خود را از دست داده‌اند. همهٔ زیرساخت‌های مخابراتی ناحیهٔ ورزقان به هم ریخته و تمامی خطوط قطع شدند. ۶۰ روستای منطقه میان ۵۰ تا ۷۰ درصد و شش روستای شهرستان اهر به‌کلّی تخریب شده‌اند.
خسارت‌های واردشده به شبکهٔ برق ۲۵ روستای زلزله‌زدهٔ این استان ۱۲ میلیارد تومان برآورد شد.
بهرام عکاشه متخصّص زلزله‌شناسی و زمین‌شناسی، علّت تلفات و خسارات را عمق کم زمین‌لرزه در ۱۰ کیلومتری زمین، نزدیکی روستاها به گسل و مشکلات بناها و سازه‌های منطقه عنوان کرده‌است.
طبق تخمین‌ها، کل میزان خسارت وارده به استان آذربایجان شرقی از بابت زلزله ۲۱ مرداد، بیش از ۱۰ هزار و ۷۹ میلیارد ریال بوده‌است. بیشترین خسارت در اثر این حادثه طبیعی به مسکن روستایی با بیش از ۴ هزار میلیارد ریال در شهرستان‌های اهر، هریس، ورزقان، تبریز، کلیبر، جلفا، شبستر، خداآفرین، سراب و مرند وارد شده‌است. بخش کشاورزی نیز با بیش از ۲ هزار و ۱۶۱ میلیارد ریال از جمله متضرران این حادثه بوده که بیشترین خسارت بخش‌های کشاورزی در شهرستان اهر با ۷۰۰ میلیارد ریال بوده‌است. مسکن شهری با بیش از یک‌هزار و ۱۵۹ میلیارد ریال و راه و ابنیه با ۵۶۰ میلیارد ریال، مدارس با ۳۱۰ میلیارد ریال، بخش بهداشت و درمان عمرانی با بیش از ۳۰۳ میلیارد ریال، حوزه صنعت و معدن با ۲۵۶ میلیارد ریال، مساجد با ۱۴۵ میلیارد ریال، برق منطقه‌ای با ۱۴۲ میلیارد ریال و بهداشت و درمان غیرعمرانی با بیش از ۱۳۳ میلیارد ریال از بیشترین خسارت دیدگان در آذربایجان‌شرقی در اثر زلزله بودند. در بخش‌هایی نظیر آب و فاضلاب روستایی، گاز، آب و فاضلاب همچنین حوزه آب منطقه‌ای نیز به ترتیب بیش از ۱۲۸، ۱۲۷، ۲۵، ۱۷ میلیارد ریال خسارت ثبت شده‌است. خسارت وارده به ساختمان‌های دولتی و سایر بخش‌ها در مجموع ۲۹۹ میلیارد ریال اعلام شده‌است. بیشترین ثبت خسارت در شهرستان اهر با ۳ هزار و ۱۶۹ میلیارد ریال، ورزقان ۲ هزار و ۸۷۵ میلیارد ریال، هریس با ۲ هزار و ۸۱۵ میلیارد ریال و تبریز با ۷۷۰ میلیارد ریال صورت گرفته‌است.

### مقایسه با زمین‌لرزهٔ بم
علیرضا بیگی استان‌دار آذربایجان شرقی، سه روز پس از حادثه در جلسهٔ کارگروه مربوط به مناطق زلزله‌زده که در استانداری آذربایجان شرقی تشکیل شده بود گفت: از ۵۸۰ روستای واقع در سه شهرستان زلزله‌زده واحدهای مسکونی ۳۰۰ روستا بین ۶۰ تا ۱۰۰ درصد خسارت دیده‌اند. درست است که زلزله آذربایجان از لحاظ شدت با بم برابری می‌کند ولی به دلیل شرایط منطقه‌ای و فصل کاری روستاییان تلفات جانی کمتری داشت ولی شدّت تخریب و آسیب‌های وارده به تأسیسات فراتر از زمین‌لرزه بم است.

## پس‌لرزه‌ها
از ۲۱ مرداد تا ۲۷ اسفند ماه، در مجموع ۴٫۳۲۲ پس‌لرزه به ثبت رسیده‌است که از این تعداد شدت ۳٫۵۲۳ مورد کوچک‌تر از ۲٫۵ ناتلی بوده، ۴۴۷ پس‌لرزه بین ۲٫۵ تا ۳ ناتلی، ۲۷۲ لرزه بین ۳ تا ۴ ناتلی و ۴۵ مورد نیز بین ۴ تا ۵ ناتلی بوده‌است.

### پس‌لرزه‌های بالای ۵ ناتلی
از میان پس‌لرزه‌های ثبت شده، ۳ مورد بالای ۵ ریشتری قدرت داشته‌اند.
| روز           | ساعت به وقت محلی | شدت(MN) | ژرفا (کیلومتر) | فاصله از نزدیک‌ترین شهر | منبع   |
| ------------- | ---------------- | ------- | -------------- | ---------------------- | ------ |
| ۲۴ مرداد ۱۳۹۱ | ۱۸:۳۲            | ۵٫۲     | ۸              | ۱۴ کیلومتری ورزقان     | [ ۲۷ ] |
| ۲۵ مرداد ۱۳۹۱ | ۲۲:۱۹            | ۵٫۰     | ۴              | ۸ کیلومتری ورزقان      | [ ۲۸ ] |
| ۱۷ آبان ۱۳۹۱  | ۰۹:۵۶            | ۵٫۴     | ۱۰             | ۹ کیلومتری ورزقان      | [ ۲۹ ] |

## امدادرسانی
گفته شده در زمان وقوع زمین‌لرزه فرماندار ورزقان پروازی بوده و در این شهرستان سکونت نداشته‌است و هماهنگی با استانداری در مورد این حادثه بعد از حضور با تأخیر وی در شهرستان صورت گرفته‌است. ستاد بحران استان آذربایجان شرقی وضعیت بحرانی ورزقان را مخفی نگه داشته و نخستین نیروهای امدادی پس از گذشت ۷ ساعت (ساعت ۱۲ نیمه شب) از وقوع زمین‌لرزه به منطقه ورزقان اعزام شده‌اند و در طول این مدت تنها خود اهالی و مردم نسبت به امدادرسانی و نجات مجروحان اقدام کرده‌اند.

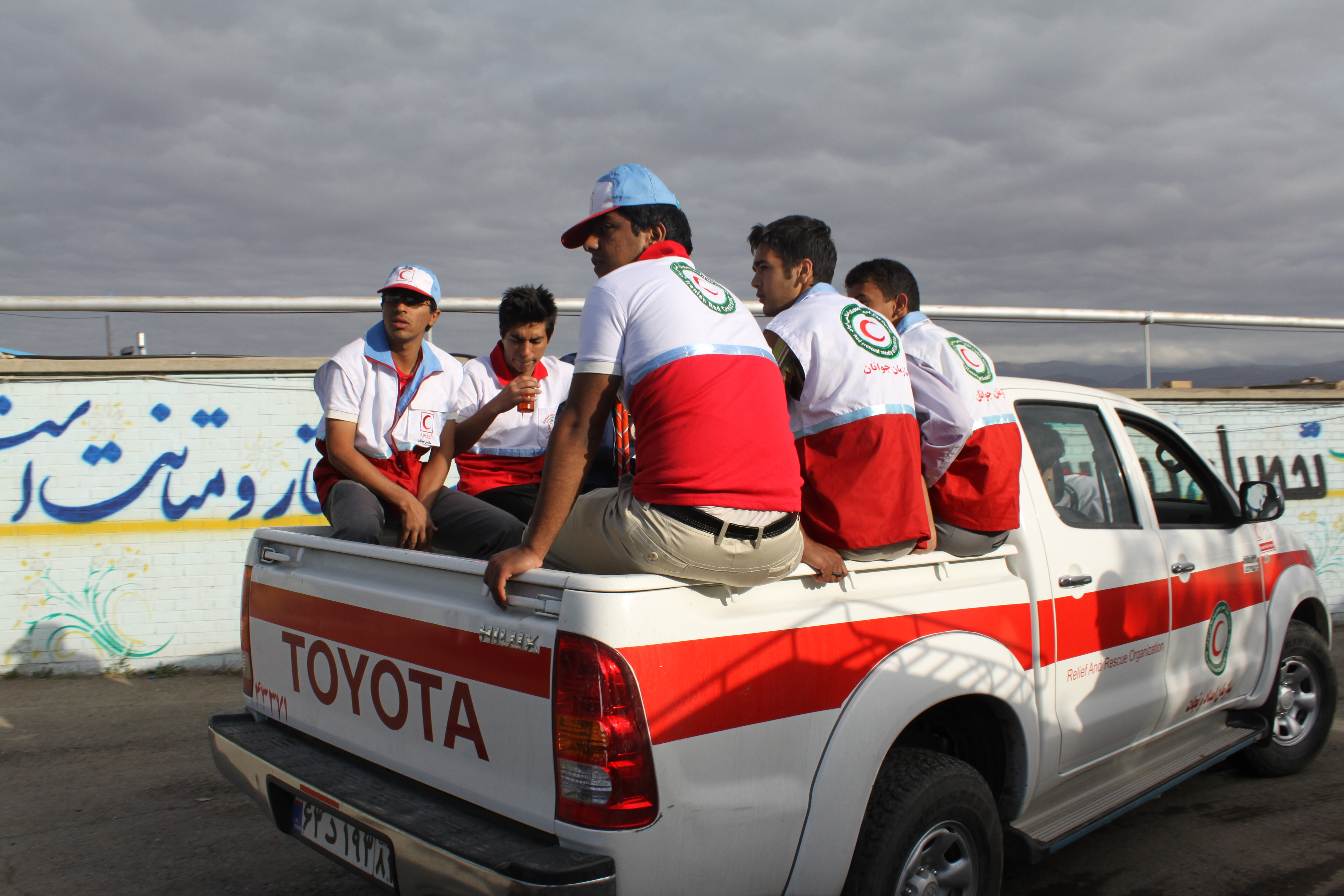
نیروهای هلال احمر در حال اعزام به روستاهای آسیب‌دیده زمین‌لرزه.

البته گزارش‌های داخلی حاکی از آن است که نخستین امدادگران نظامیان بوده‌اند.
نیروی انتظامی از ساعات اولیه زلزله و سپاه و ارتش شبانگاه به داد مردم رسیدند، از جمله گردان ۷۸۶ تکاور لشکر ۲۱ حمزه. این نیروها سپس همراه بسیج برای نجات مردم بسیار همکاری کردند.
یک روز پس از وقوع زمین‌لرزه سرتیم اعزامی هلال احمر به شهرستان هریس و روستاهای اطراف آن در گفتگوی خود با خبرگزاری‌ها از وجود برخی ناهماهنگی‌ها خبر داد و آن را عامل اصلی عدم اسکان و تغذیه زلزله‌زدگان منطقه (هریس) عنوان کرد.

همچنین اعلام شد دسترسی نیروهای امدادی بعد از گذشت این مدت زمان، به بسیاری از روستاهای منطقه به دلیل بسته‌شدن راه‌های ارتباطی آن‌ها میسر نشده‌است و تنها راه دسترسی به این روستاها از طریق امداد هوایی عنوان گشت.

مناطق اطراف اهر، هریس و ورزقان فاقد بیمارستان بودند که همین امر سبب گشت مجروحین حادثه از این مناطق برای مداوا به بیمارستان‌های شهر تبریز انتقال داده شوند و به همین علت تقاضای برپایی بیمارستان صحرایی در منطقه شده بود.
سازمان هلال احمر ایران از آمادگی کشورهایی همچون سنگاپور، تایوان، آلمان و پزشکان بدون مرز و دفتر یونیسف در تهران برای ارسال کمک‌های خود و امدادرسانی در مناطق زلزله زده خبر داد اما گفته شد این سازمان اعلام کرده که در این حادثه نیازی به کمک‌های بین‌المللی وجود ندارد.

## واکنش‌ها

### واکنش‌های داخلی
در نخستین ساعات پس از بروز زمین‌لرزه، در شبکه‌های اجتماعی از عملکرد دولت ایران و صدا و سیمای آن در برخورد با این حادثه انتقاد شد. منتقدان به پوشش بسیار کم زمین‌لرزه از سوی صدا و سیما و به جای آن، پرداختن به بررسی مسائل کشور سوریه و فلسطین و راهپیمایی روز قدس و پخش اجرای مراسم شب قدر و بی‌توجهی محسوس دولتمردان و مخصوصاً صدا و سیمای داخلی ایران اعتراض داشتند که در ادامه این اعتراضات مردمی صدا و سیما بعد از گذشت سه روز مجبور به پوشش خبری این حادثه شد. این در حالی است که در زمین‌لرزه بم، صداوسیما نقش زیادی در پرداختن به مشکلات زلزله‌زدگان و بسیج افکار عمومی برای کمک به مردم محروم داشت. تارنمای خبری تابناک نیز به جای دولت روز یکشنبه پس از حادثه را «عزای عمومی» اعلام کرد و به انتقاد از واکنش دولت به وقوع این زمین‌لرزه پرداخت.
روز بعد از زلزله در حالی که در استان آذربایجان شرقی دو روز عزای عمومی اعلام شده بود، صدا و سیما سریال طنز خنده بازار را پخش می‌کرد.
نمایندگان مجلس ایران، از نحوهٔ امدادرسانی در مناطق زلزله‌زده انتقاد کردند از جمله نمایندهٔ ورزقان، نبودِ مدیریت بحران را یکی از دلایل افزایش تلفات زلزله دانست. مسعود پزشکیان، نماینده مردم تبریز در مجلس ایران گفت مشکلات در ساختار مدیریتی مانع امدادرسانی به آسیب دیدگان شمال غرب ایران شده‌است و مدیریت بحران سازماندهی‌شده انجام نگرفت، بلکه این مردم بودند که با وسایل نقلیه شخصی‌شان امدادرسانی می‌کردند. این درحالی است که عزیز نوری، مدیرعامل جمعیت هلال‌احمر آذربایجان شرقی بیان کرده از دقایق نخست زلزله در آذربایجان شرقی تمام مدیران، مسئولان و امدادگران با دهان روزه در تلاش برای برطرف کردن مشکلات زلزله‌زدگان هستد به‌طوری‌که هنوز پس از یک سال که از سونامی آمریکا گذشته‌است آن‌ها نتوانسته‌اند به اندازه کمک‌رسانی‌های چند روز اخیر در آذربایجان شرقی کاری انجام دهند.

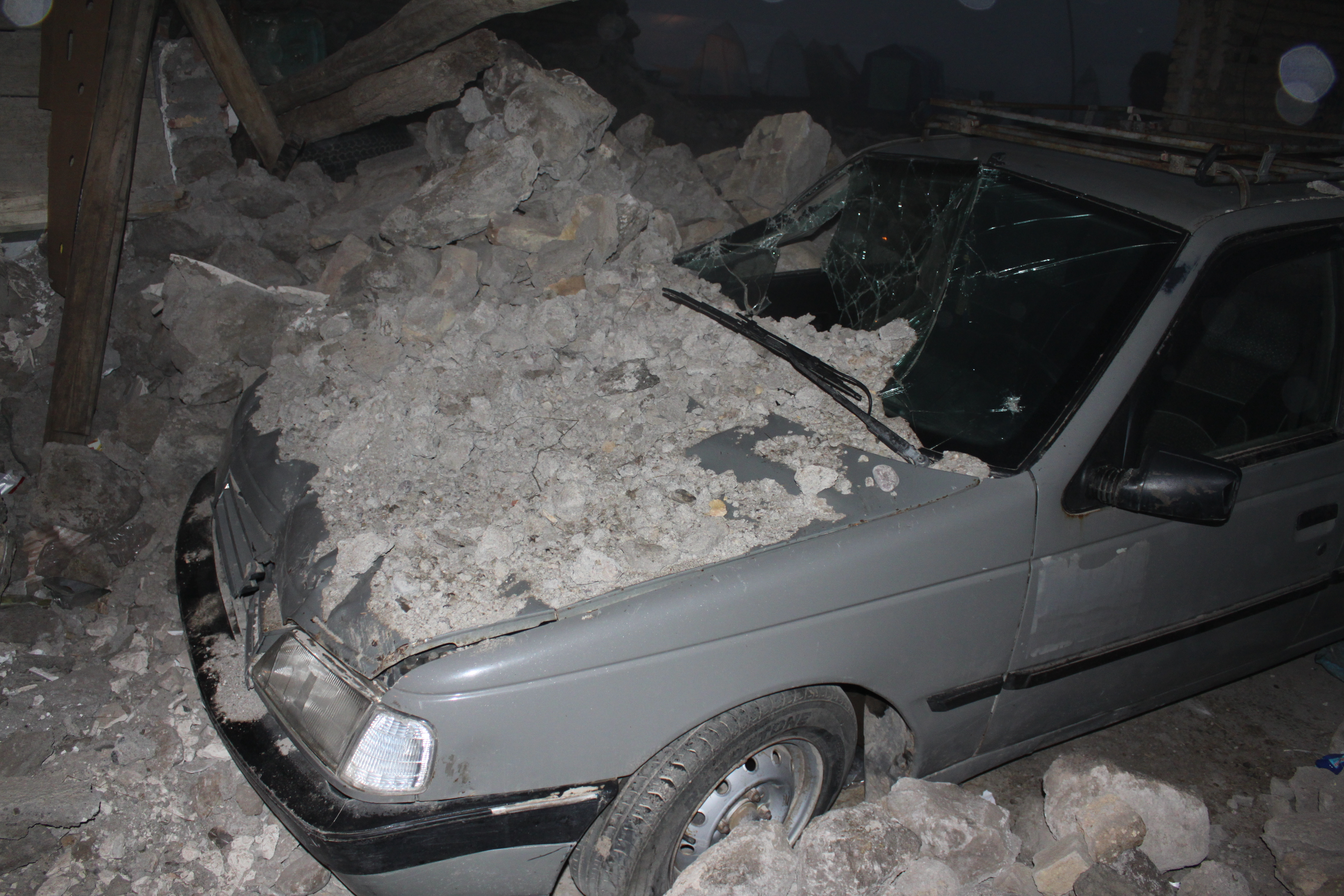
تخریب خودرو بر اثر ریزش آوار

#### مسئولان
سید علی خامنه‌ای رهبر ایران، با انتشار پیامی بیان کرد که این حادثهٔ تلخ مایهٔ اندوه عمیق گردید.
چند روز بعد از حادثه محمود احمدی‌نژاد درگذشت مادر رئیس‌جمهور سیرالئون را به دولت و ملت این کشور تسلیت گفت. برخی در پی این پیام از او برای واکنش نشان ندادن به زمین‌لرزه انتقاد کردند. البته این انتقاد در حالی مطرح شد که هیئت دولت در پیامی تسلیت گفته‌بود و بیان کرده‌بود که از همهٔ امکانات برای رسیدگی به موضوع استفاده خواهد کرد. پس از گذشت حدود دو هفته از زمین‌لرزه‌های آذربایجان شرقی، احمدی‌نژاد وارد این استان شد و از نزدیک، از مناطق زلزله‌زده بازدید کرد. وی ضمن همدردی با مردم آسیب‌دیده از زمین‌لرزه، در جریان چگونگی روند امدادرسانی قرار گرفت.
در همان دو-سه روز نخست مصطفی محمدنجار وزیر کشور و مرضیه وحید دستجردی وزیر بهداشت به مناطق زلزله‌زده سرکشی کردند.
در پی افزایش انتقادها به بی‌توجهی مسئولان ارشد به زلزله‌زدگان رهبر جمهوری اسلامی، علی خامنه‌ای، پنج‌شنبه ۲۶ مرداد، صبح روز ششم پس از این حادثه از منطقه بازدید کرد. سفر سرزدهٔ رهبر جمهوری اسلامی به آذربایجان در حالی انجام شد که از یک روز قبل فضای امنیتی شدیدی توسط سپاه پاسداران در منطقه حاکم شده که در مواردی مانع کمک‌رسانی به آسیب‌دیدگان بوده‌است. پیش از او محمدرضا رحیمی، معاون اول رئیس‌جمهور ایران بلندپایه‌ترین مقام ایرانی بود که از این مناطق دیدن کرده بود.
وی به چند روستا سرکشید و با مردم چهره‌به‌چهره گفت‌گو کرد. همچنین از وضعیت خدمات‌رسانی پرسید که مردم اعلام رضایت کردند. او گفت که این حادثه می‌تواند سکوی پرش منطقه در آبادانی باشد. همچنین در جلسه‌ای با حضور استاندار آذربایجان شرقی، او با بیان ویژگی‌های مثبت مردم منطقه و اعلام علاقهٔ فراوان به ایشان گفت که خدمات‌رسانی در مقایسه با بم بی‌نظیر بوده‌است.
رسانه‌های داخل ایران کوتاهی محمود احمدی‌نژاد در بازدید از مناطق زلزه زده را بسیار مذمت کردند. احمدی‌نژاد بامداد دوشنبه، ۲۳ مرداد برای شرکت در کنفرانس سران کشورهای سازمان همکاری اسلامی، تهران را به مقصد عربستان ترک کرد. برخی از ناظران معتقدند حضور احمدی‌نژاد پیش از خامنه‌ای در میان زلزله‌زدگان مطلوب رهبر جمهوری اسلامی نبوده و برای سفر او نیز سپاه چند روز زمان لازم داشت تا شرایط امنیتی را آماده کن. البته احمدی‌نژاد چند بار از لزوم حضور خود در مکه دفاع کرد، از جمله در سخنان پیش از نماز جمعهٔ روز قدس، بایستگی و ارزش حضورش در اجلاس را تشریح کرد.

#### جامعه ورزشی
- کریم باقری به همراه رسول خطیبی و سیروس دین‌محمدی در روزهای نخستین بعد از وقوع زمین‌لرزه در بازار تبریز حاضر شده و کمک‌های مالی بازاریان تبریز را جمع‌آوری نمودند. هم‌چنین وی با اعلام شماره حساب بانکی از این طریق نیز کمک‌های مالی را جمع‌آوری کرد. کریم باقری در مصاحبه‌ای از اختصاص کمک‌های جمع شده در بازسازی یکی از مناطق زلزله‌زده خبر داد.[۵۹]
- کاروان ورزشی ایران در المپیک ۲۰۱۲، به منظور ادای احترام به جان‌باختگان زلزله، با روبان مشکی در مراسم اختتامیه شرکت کردند.[۶۰]
- عادل فردوسی‌پور در آغاز اولین برنامه نود بعد از وقوع زمین‌لرزه‌های آذربایجان شرقی (۱۳۹۱) نظر سنجی این برنامه را با توجه به این حادثه که منجر به کشته شدن و آسیب دیدن شماری از هموطنانمان شده بود، به ابراز هم‌دردی با هموطنانمان اختصاص داد. «به احترام قربانیان زلزله اخیر یک پیام بدون متن بفرستید» فردوسی‌پور این گونه از ورزش دوستان خواست که با زلزله‌زدگان آذربایجان ابراز هم‌دردی کنند.[۶۱]
- علی کریمی -کاپیتان باشگاه فوتبال پرسپولیس- با انتشار پیامی، به آسیب‌دیدگان این زمین‌لرزه تسلیت گفته و با آن‌ها ابراز همدردی کرد.[۶۲]
- مسعود شجاعی به همراه باشگاه فوتبال اوساسونا با انتشار بیانیه‌ای، با بازماندگان این حادثه ابراز همدردی کردند.[۶۳]
- مسوولان باشگاه فوتبال راه‌آهن به همراه علی دایی سرمرّبی این تیم در مناطق زلزله‌زده حضور یافتند.[۶۴]
- سید مهدی رحمتی، دروازه‌بان تیم ملی فوتبال ایران که دارای اصالتی آذربایجانی است، پس از شنیدن خبر این حادثه، خطاب به هم‌زبانانش گفت که او را در این مصیبت شریک بدانند.[۶۵]
- احسان حدادی، برندهٔ مدال نقره المپیک لندن در رشته پرتاب دیسک، برای ابراز همدردی با بازماندگان، عازم تبریز خواهد شد.[۶۶]
- قاسم رضایی، دارندهٔ مدال طلای وزن ۹۶ کیلوگرم کشتی فرنگی المپیک لندن، مدالش را برای همدردی به زلزله‌زدگان آذربایجان تقدیم کرد.[۶۷]

### واکنش‌های خارجی
- امارات متحده عربی - مسئولان امارات متحده عربی با ابراز تاسف و اعلام همدردی با خانواده‌های آسیب‌دیده، آمادگی این کشور را برای کمک به زلزله‌زدگان اعلام کردند.[۱۵]
- ایالات متحده آمریکا - وزارت خارجه آمریکا با ارسال پستی در صفحه فیس‌بوک خود، همدردی واشینگتن را با آسیب‌دیدگان این زمین‌لرزه اعلام کرد. در این پیام آمده که «مراتب همدردی خود را با افرادی که عزیزان خود را در زلزله‌های امروز استان آذربایجان شرقی از دست داده‌اند ابراز می‌کنیم. برای آنان، مجروحان این زلزله‌ها و آنان که دارایی‌های خود را از دست داده‌اند صبر و بهبودی هر چه زودتر آرزومندیم.»[۱۵] دفتر کنترل دارایی‌های خارجی آمریکا در تاریخ ۲۱ اوت ۲۰۱۲ برای امکان ارسال کمک‌های مالی به زلزله زدگان، قانون ممنوعیت معاملات و مسدود کردن اموال شرکت‌های وابسته به ایران راتا تاریخ ۵ اکتبر۲۰۱۲ و تا سقف ۳۰۰۰۰۰ دلار آزاد کرد[۶۸]
- ژاپن - سفیر ژاپن در تهران، ضمن ابراز تأسف و ابلاغ پیام همدردی مردم کشورش، آمادگی ژاپن جهت ارائهٔ کمک‌های انسان‌دوستانهٔ فوری را اعلام کرد.[۶۹]
- روسیه - ولادیمیر پوتین، رئیس‌جمهور روسیه با ارسال پیامی به محمود احمدی‌نژاد، ضمن ابراز همدردی، آمادگی آن کشور برای کمک به زلزله‌زدگان آذربایجان شرقی را اعلام کرد.[۷۰]
- پاکستان - آصف علی زرداری رئیس‌جمهور و راجه پرویز اشرف وزیر اعظم پاکستان، در پیام‌های جداگانه‌ای، آمادگی هم‌یاری پاکستان با دولت و مردم ایران را ابلاغ کردند.[۷۱]
- واتیکان - پاپ بندیکت شانزدهم نیز از جامعه جهانی خواسته بود به کمک قربانیان این زمین‌لرزه بشتابند.[۳۳]
- افغانستان - حامد کرزی رئیس‌جمهور وقت افغانستان نیز با ارسال پیامی ضمن ابراز تأثر و اعلام همدردی، وقوع این حادثه را به قربانیان، مردم، رهبر و رئیس‌جمهور ایران تسلیت گفت.[۷۲]
- جمهوری آذربایجان - وزارت وضعیتهای اضطراری این کشور ۲۵ تریلی حامل ۴۰ تن آرد ۴۶۰ چادر و ۱۰۰۰ پتو به منطقه اعزام کرد.[۷۳] الهام علی اف، رئیس‌جمهور این کشور نیز با ارسال پیام تسلیتی به رئیس‌جمهور ایران چنین عنوان نمود: خبر زلزله شدید روی داده در شمال غرب کشورتان و وارد آمدن تلفات و خسارات ما را شدیداً متأثر نمود. در این لحظات دشوار ضمن همدردی با شما، بازماندگان این زلزله و ملت برادر ایران، از طرف خودم و ملت آذربایجان شفای عاجل زخمی‌ها و برطرف شدن آثار زلزله را آرزومندم. خداوند فوت شدگان را رحمت کند.[۷۴]
- ترکیه - هلال احمر ترکیه اعلام کرد که در حال اعزام کامیونی پر از کمک‌های فوری به مرز ایران است. وزارت خارجه ترکیه در تماس با وزارت همتای خود در ایران، آمادگی این کشور برای کمک به زمین‌لرزه‌زدگان را اعلام کرد.[۷۵]
- سازمان ملل متحد - بان کی‌مون، دبیرکل سازمان ملل متحد در بیانیه‌ای که در مقر سازمان ملل متحد در نیویورک منتشر شد، از زلزله روز شنبه در شمال غرب ایران که موجب مرگ صدها نفر، به جا ماندن تعداد زیادی مجروح و وارد آمدن خسارات عمده‌ای به مناطق زلزله زده این کشور شد، عمیقاً اظهار تاسف کرد. وی همچنین مراتب تسلیت خود را به دولت و ملت ایران، به ویژه خانواده‌های بازمانده از این حادثه و افرادی که تحت تأثیر این فاجعه قرار گرفته‌اند، ابراز داشت. در این بیانیه آمده‌است که سازمان ملل متحد آماده‌است تا در پاسخ به نیازهای قربانیان این حادثه، حمایت‌های بین‌المللی را بسیج کند.[۷۶]
- قطر - امیر، ولیعهد، نخست‌وزیر و وزیر امور خارجه قطر با ارسال پیام‌های جداگانه‌ای خطاب به رئیس‌جمهور تسلیت گفته اعلام آمادگی ارسال کمکهای مورد نیاز را نمودند. به دستور حمد بن خلیفه آل ثانی امیر دولت قطر یک فروند هواپیمای مجهز بیمارستانی به همراه ۴۰ نفر پزشک و پرستار و تعدادی سگ‌های جستجوگر مهیای اعزام به مناطق حادثه دیده شده بودند که به‌دلیل عدم نیاز هلال احمر جمهوری اسلامی ایران، از ایشان تشکر شد. یک فروند هواپیمای باربری ۷۴۷ به میزان ۸۰ تن شامل مواد غذایی لباس گرم، پتو، چادر گروهی، موتور برق، خرمای بسته‌بندی و لوازم بهداشتی بعد از ظهر روز سه شنبه ۱۴ اوت عازم استان آذربایجان شرقی گردید.[۷۷]
- ونزوئلا - هوگو چاوز رئیس‌جمهور ونزوئلا در گفت‌گوی تلفنی با محمود احمدی‌نژاد ضمن تسلیت اعلام آمادگی برای کمک‌رسانی کرد و گفت ایران می‌تواند در همهٔ شرایط روی کمک‌های ونزوئلا حساب کند.[۷۸]

## پوشش رسانه‌ای

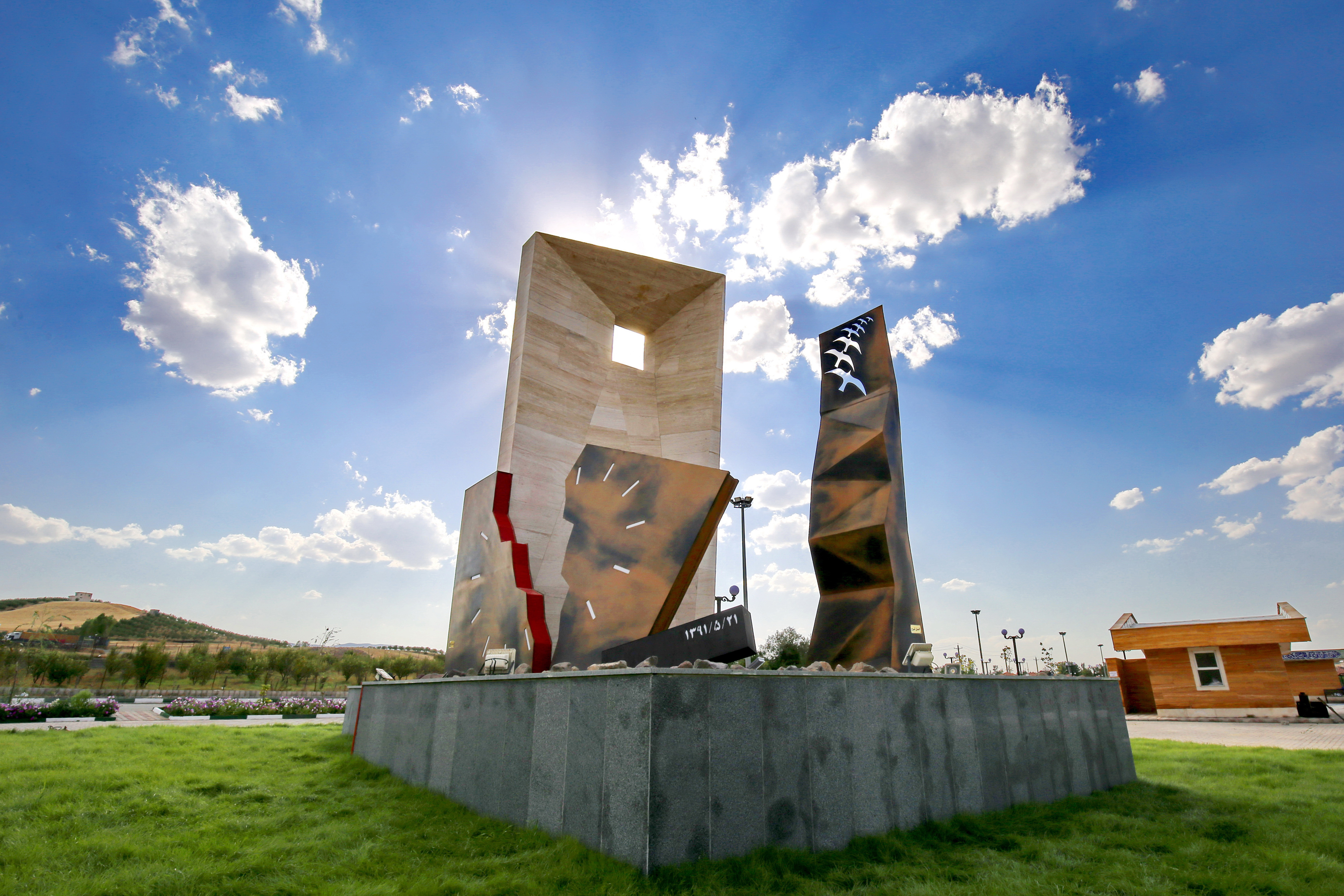
یادمان زلزله در ارسباران

پوشش رسانه‌ای این زمین‌لرزه توسط صدا و سیما و رسانه‌های دولتی ایران، مورد انتقاد قرار گرفته چرا که متناسب با یک حادثهٔ ملی نبوده‌است. پس از این زمین‌لرزه صدا و سیما روند پخش عادی برنامه‌های خود را ادامه داد و صرفاً به مراسم عزاداری شب قدر و بازی‌های المپیک پرداخت حال آن که اطلاع‌رسانی این حادثه سریعاً به خبر اصلی رسانه‌های غربی تبدیل شد.

در جلسه علنی دوشنبه ۲۳ مرداد مجلس ایران، علی لاریجانی رئیس قوه مقننه از مسئولان رادیو و تلویزیون ایران خواست با درک شرایط سخت مردم با آن‌ها همدردی کنند. این تذکر بعد از آن مطرح شد که عده‌ای از نمایندگان مجلس به گلایه از عملکرد تلویزیون ایران پرداختند و به ویژه، پخش یک برنامه تلویزیونی طنز به نام خنده بازار را در شامگاه یکشنبه مورد انتقاد قرار دادند. از جمله یونس اسدی نمایندهٔ مشگین‌شهر گفت:
مسئولان صدا و سیما خجالت بکشند. آن‌جا مردم جان خود را از دست داده‌اند و این‌جا خنده بازار پخش می‌کنند، بیگانگان با ما ابراز همدردی می‌کنند ولی صداوسیمای ما نه.
اکبر اعلمی، نماینده سابق تبریز در مجلس ایران با انتقاد از نحوه خبررسانی صدا و سیمای جمهوری اسلامی گفت:
هیچ پوشش جدی خبری از جانب رسانه ملی دیده نمی‌شود، مردم ناگزیر هستند اخبار و اطلاعات خود را از منابعی چون شبکه‌های ماهواره‌ای که بسیار فعال‌تر از صدا و سیمای جمهوری اسلامی عمل می‌کنند کسب کنند.

پایگاه خبری بازتاب در گزارشی خطاب به مسئولان و صدا و سیمای جمهوری اسلامی نوشت:
فرض کنید زلزله‌زدگان ایرانی هم طرفدار بشار اسد هستند، به دادشان برسید!، ظاهراً برای مسئولان صدا و سیما، جان بیش از هزار تن از هموطنان ایرانی به اندازه آرام بودن خیابان‌های دمشق و پرداختن به مشکلات مردم محروم و مستضعف آمریکا و اروپا اهمیت نداشت و ۱۲ ساعت حیاتی زلزله‌زدگان با کم‌توجهی رسانه ملی و برخی از دیگر مسئولان مربوطه سپری شد
۲۳ مرداد ۱۳۹۱ حبیب‌الله فرحزاد در برنامه به سمت خدا از شبکه سه صدا و سیما با ربط دادن زلزله به صدقه و «درس عبرت» انتقادهای متعددی را به خود جذب کرد. این گفته وی دربارهٔ زمین‌لرزه ۱۳۹۶ ازگله نیز مجدد به مردم یادآوری شد که از جمهوری اسلامی ایران انتظار رسیدگی فوری، دقیق و صحیح به زلزله‌زدگان وجود ندارد.
افرادی که مصیبت می‌بینند مایهٔ عبرت برای بقیه هستند و باید با صدقه و کارهای خیر این مصیبت‌ها را دور کرد. افرادی که نزدیکان شان در این حادثه آسیب دیده‌اند منتظر کمک دولت نباشند و از نظرمادی ومعنوی به آن‌ها کمک کنند. این زلزله‌ها روز قیامت را بخاطر می‌آورند. در قرآن سورهٔ زلزال داریم. این زلزله‌ها تمام شدنی است و ما باید خودمان را برای زلزلهٔ روز قیامت آماده کنیم.